# Tableau des médailles des Jeux olympiques d'hiver de 2002
- Pays organisateur (États-Unis)

Pour trier ce tableau par pays, Total de médailles ou une autre colonne, cliquez sur l'icône  près du titre de la colonne.
| Rang  | Nation          | Or | Argent | Bronze | Total |
| ----- | --------------- | -- | ------ | ------ | ----- |
| 1     | Norvège         | 13 | 5      | 7      | 25    |
| 2     | Allemagne       | 12 | 16     | 8      | 36    |
| 3     | États-Unis      | 10 | 13     | 11     | 34    |
| 4     | Canada          | 7  | 3      | 7      | 17    |
| 5     | Russie          | 5  | 4      | 4      | 13    |
| 6     | France          | 4  | 5      | 2      | 11    |
| 7     | Italie          | 4  | 4      | 5      | 13    |
| 8     | Finlande        | 4  | 2      | 1      | 7     |
| 9     | Pays-Bas        | 3  | 5      | 0      | 8     |
| 10    | Autriche        | 3  | 4      | 10     | 17    |
| 11    | Suisse          | 3  | 2      | 6      | 11    |
| 12    | Croatie         | 3  | 1      | 0      | 4     |
| 13    | Chine           | 2  | 2      | 4      | 8     |
| 14    | Corée du Sud    | 2  | 2      | 0      | 4     |
| 15    | Australie       | 2  | 0      | 0      | 2     |
| 16    | Tchéquie        | 1  | 2      | 0      | 3     |
| 17    | Estonie         | 1  | 1      | 1      | 3     |
| 18    | Grande-Bretagne | 1  | 0      | 1      | 2     |
| 19    | Suède           | 0  | 2      | 5      | 7     |
| 20    | Bulgarie        | 0  | 1      | 2      | 3     |
| 21    | Japon           | 0  | 1      | 1      | 2     |
| 21    | Pologne         | 0  | 1      | 1      | 2     |
| 23    | Biélorussie     | 0  | 0      | 1      | 1     |
| 23    | Slovénie        | 0  | 0      | 1      | 1     |
| Total | Total           | 80 | 76     | 78     | 234   |